# Ministerium für Familie, Solidarität, Zusammenleben und Unterbringung von Flüchtlingen Luxemburg
Über das Ministerium für Familie, Solidarität, Zusammenleben und Unterbringung von Flüchtlingen (Ministère de la Famille, des Solidarités, du Vivre ensemble et de l’Accueil)  setzt die Regierung des Großherzogtums Luxemburg die Themen Familienpolitik der Integration und der Aufnahme um.

## Kompetenzen
Der Kompetenzrahmen des Ministeriums ist mittels großherzoglichem Beschluss vom 5. Dezember 2018 festgelegt.
Dazu gehören:

### Familien- und Integrationspolitik
- Familie und Familienpolitik
- Politik für ältere Menschen
- Politik für behinderte Menschen
- Integration von Ausländern
- Solidarität und Sozialhilfe

### Nachbarschaftliche Zusammenarbeit in der Großregion
- Vertretung im Rahmen des Gipfels der Großregion
- grenzüberschreitende Zusammenarbeit und institutionalisierte Kooperation
- Verwaltung des Wirtschafts- und Sozialausschusses der Großregion und
- Verwaltung des Hauses der Großregion.

Dem Ministerium unterstellt
- Nationales Amt für soziale Eingliederung (ONIS)
- Nationaler Solidaritätsfonds (FNS)
- Zukunftskasse (Kindergeld; CAE)
- Einrichtungen, Wohnheime und Dienstleistungen für ältere Menschen (SERVIOR)
- Sozialämter

## Liste der Familienminister
- 31. Juli 2004 bis 23. Juli 2009: Marie-Josée Jacobs (CSV)
- 23. Juli 2009 bis 5. Dezember 2013: Jean-Marie Halsdorf (CSV)
- 5. Dezember 2013 bis 5. Januar 2022: Corinne Cahen (DP)
- seit 5. Januar 2022: Max Hahn (DP)